# Morija
Morija is een stad in het westen van Lesotho. Het ligt 35 kilometer ten zuiden van de hoofdstad Maseru. Morija is de geboorteplaats van koning Letsie III van Lesotho.
Morija heeft een grote cultuurhistorische waarde. Het Morija Museum (Engels: Morija Museum & Archives) herbergt waardevolle documenten over de geschiedenis van Lesotho.

## Geboren
- Letsie III van Lesotho (1963), koning van Lesotho
- Nadia Poeschmann (1981), Nederlands model, presentatrice en actrice